# Черняевка (Дагестан)
Черняевка (станица Черняевская) — село в Кизлярском районе Дагестана. Административный центр сельского поселения «Сельсовет «Черняевский»».

## Географическое положение
Населённый пункт расположен между каналами Чеботырский и Огузерский, в 30 км к северо-востоку от города Кизляр. Через село проходит региональная трасса Кизляр—Крайновка.

## История
Село основано в 1909 году на месте хутора, принадлежавшего кизлярскому садовладельцу Каспару Мамаджанову. Названо в честь ростовского купца Черняевского, который приобрёл хутор и принадлежавшие ему земли.
Со времени образования и до начала 1990-х годов в селе в основном проживали русские, значительную часть населения составляли украинцы, кроме того, в селе также проживали немцы, азербайджанцы, табасаранцы, лезгины.
С начала 1990-х годов состав населения села стал кардинально меняться. Село практически полностью покинули немцы, идёт значительный отток русскоязычного населения, замещаемого переселенцами из других (в основном горных) районов республики.
После 2002 года в состав села включен посёлок Передвижная Механизированная Колонна

## Население
| 1914 | 1926 | 1970  | 1989  | 2002  | 2010  | 2021  |
| ---- | ---- | ----- | ----- | ----- | ----- | ----- |
| 510  | ↘500 | ↗1328 | ↗1779 | ↗1874 | ↗2279 | ↗2449 |

Национальный состав
По данным Всесоюзной переписи населения 1926 года:
| № | Национальность | Численность, чел. | Доля  |
| - | -------------- | ----------------- | ----- |
| 1 | русские        | 245               | 49 %  |
| 2 | украинцы       | 236               | 47 %  |
| 3 | цыгане         | 7                 | 1,4 % |
| 4 | поляки         | 5                 | 1,0 % |
| 5 | казаки         | 3                 | 0,6 % |
| 6 | молдаване      | 3                 | 0,6 % |
| 7 | татары         | 1                 | 0,2 % |

По данным Всероссийской переписи населения 2010 года:
| №  | Национальность | Численность, чел. | Доля   |
| -- | -------------- | ----------------- | ------ |
| 1  | лезгины        | 785               | 34,4 % |
| 2  | русские        | 391               | 17,2 % |
| 3  | аварцы         | 332               | 14,6 % |
| 4  | даргинцы       | 322               | 14,1 % |
| 5  | табасараны     | 206               | 9,0 %  |
| 6  | агулы          | 92                | 4,0 %  |
| 7  | лакцы          | 34                | 1,5 %  |
| 8  | азербайджанцы  | 30                | 1,3 %  |
| 9  | чеченцы        | 22                | 1,0 %  |
| 10 | другие         | 65                | 2,9 %  |

По данным Всероссийской переписи 2010 года, в селе проживало 2279 человек (1094 мужчины и 1185 женщин). До конца 70-х годов село было почти полностью русским. Однако начиная с 1980-х годов и по настоящее время наблюдается отток коренного русскоязычного населения из села.

## Промышленность
В селе действует крупный агрохолдинг, созданный на базе совхоза «Путь Ленина».